# Retaule de la Resurrecció de Vallespinosa
El Retaule de la Resurrecció de Vallespinosa és una obra renaixentista atribuïda a Pietro Paolo de Montalbergo, creada vers 1582, ubicat originalment a l’església parroquial de Sant Jaume de Vallespinosa.
El professor d'art Joaquim Garriga va ser el primer a atribuir la peça artística a Montalbergo per la semblança que manté amb les pintures de l’orgue de Tarragona i pel fet que es basa parcialment en gravats d’Agostino Carracci, que comercialitzava el mateix Montalbergo.
El comitent de l’obra és Gaspar de Biure, senyor de Vallespinosa, qui en les disposicions testamentàries de 1578 ordena fer un retaule a l’església de Sant Jaume de Vallespinosa que tingués com a tema la Resurrecció de Crist.

## Descripció
Confeccionat en oli sobre taula i talla sobre fusta, el retaule està estructurat en tres parts. Un timpà semicircular, amb l’anagrama “IHS” dins un cercle radiant, forma el cim. Es tracta, segons Garriga, d’una referència a la devoció que els Biure sentien per l’orde del “Nom de Jesús”.
El cos central està inspirat en dos gravats titulats La Resurrecció de Jesús, realitzats per Cornelis Cort el 1569 i Agostino Carracci el 1571. En concret, Montalbergo pren com a model aquestes obres per a la realització dels soldats: situa els inspirats per Cort en primer pla, i les reproduccions de Carracci al fons.

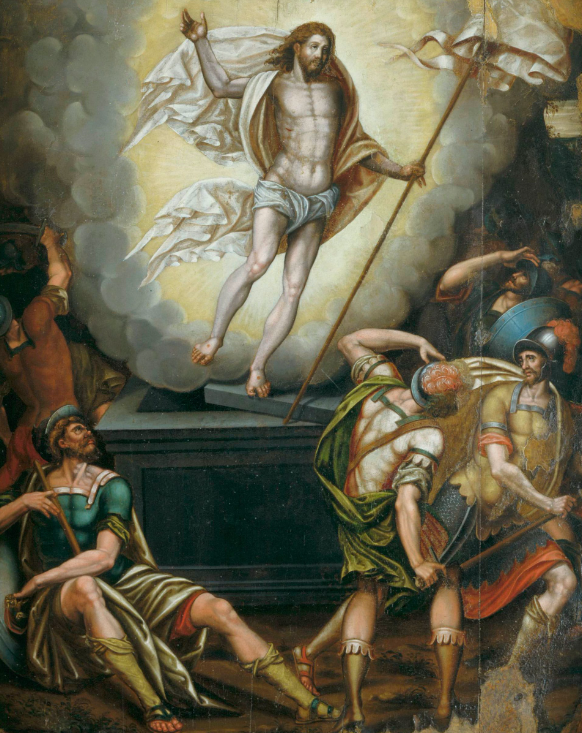
Detall del cos central del retaule.

La predel·la consta de tres compartiments, el de l’esquerra fa referència a Sant Joan Baptista. Garriga considera que “es pot relacionar amb una invocació de l’avi Joan de Biure, amb el qual Gaspar de Biure desitjava compartir sepultura”. El compartiment central sobre La Pietat pren com a model un gravat de Giulio Bonasone de 1546. La pintura de la taula dreta tracta sobre La presentació de Jesús al Temple. En aquest cas, Montalbergo s’influencia notablement del gravat homònim que Carracci realitza el 1571.
El moble que emmarca les pintures, de to classicista, està embellit amb relleus policromats i daurats sobre fons fosc. Al fust de les pilastres s'hi poden veure elements grotescos, fulles estilitzades, caps d'àngels i més elements de decoració a candelieri. Al capdamunt de les pilastres es disposen frisos i les cornises.
El retaule de la Resurrecció de Vallespinosa va ingressar al Museu Diocesà de Tarragona el 14 de setembre de 1917.